# Eucharidema plesiozona
Eucharidema plesiozona är en fjärilsart som beskrevs av Louis Beethoven Prout 1924. Eucharidema plesiozona ingår i släktet Eucharidema och familjen mätare. Inga underarter finns listade i Catalogue of Life.